# Poiana
Poiana és un gènere de dues espècies classificades fins de la subfamília Viverrinae, de la família Viverridae, que pertanyen al gènere Poiana: Linsang de Leighton (Poiana leightoni) i linsang africà (Poiana richardsonii). El nom linsang prové del javanès linsang o wlinsang, el qual se sol traduir erròniament com llúdria als diccionaris anglesos. Els linsangs són nocturns i, generalment habitants solitaris dels arbres. Són carnívors i s'alimenten d'esquirols i altres rosegadors, petits ocells, llangardaixos i insectes. La seva mida és generalment una mica superior als 30 cm, amb una cua que és més del doble d'aquesta mida. Tenen el cos llarg i amb potes curts, que els dona una aparença baixa. Totes les espècies tenen el cos groguenc amb taques negres, encara que la distribució i la naturalesa de les marques varia segons les espècies.
Antigament, els dos gèneres de linsang (Poiana i l'asiàtic Prionodon) estaven catalogats dins de la subfamília Viverrinae (dels Viverridae), juntament amb altres gèneres, però investigacions recents suggereixen que les seves relacions poden ser diferents d'alguna manera. Els linsangs destaquen per la seva semblança morfològica amb els gats, que és més gran que en els altres vivèrrids. Com la relació entre linsangs i gats es creia que era més aviat distant (els dos grups pertanyents a diferents famílies dins de la superfamília feliforme), aquesta semblança es va considerar com a exemple de convergència evolutiva. No obstant això, les anàlisis d'ADN indiquen que mentre els linsangs africans (Poiana) són autèntics vivèrrids, estretament relacionats amb la geneta, els linsangs asiàtics (Prionodon) no ho són i, en canvi, poden ser els parents vius més propers a la família Felidae. Les similituds entre linsangs asiàtics i els gats són per tant més probable que es deguin a una descendència comuna, mentre que les similituds entre els dos gèneres de linsangs han de ser convergents.